# Annette Obrestad
Annette Obrestad (Sandnes, 18 september 1988) is een Noors professioneel pokerspeelster. Ze won op 17 september 2007 het main event van de allereerste World Series of Poker Europe (een expansie van de WSOP), goed voor een hoofdprijs van £1.000.000,-. Obrestad won tot en met juni 2014 meer dan $3.900.000,- in pokertoernooien (cashgames niet meegerekend), meer dan twee keer zoveel als welke andere Noorse pokerspeler dan ook voor haar.
Toen Obrestad als achttienjarige het main event van de World Series of Poker Europe 2007 won, werd ze daarmee de jongste WSOP-winnaar ooit. Daarmee ontnam ze Steve Billirakis dat record, die het bezat sinds World Series of Poker 2007, drie maanden daarvoor.

## Wapenfeiten
Obrestad heeft naar eigen zeggen nooit geld gestort op een pokersite, maar bouwde haar hoeveelheid speelgeld op door freerolls te winnen, toernooien waarvoor geen inschrijfgeld gevraagd wordt en relatief bescheiden bedragen te winnen zijn. Van daaruit ging ze duurdere toernooien spelen met hogere geldprijzen, voornamelijk op internet. Voor haar 21e verjaardag was het Obrestad sowieso niet toegestaan mee te doen aan de grote live-toernooien in de Verenigde Staten vanwege de lokale leeftijdswetten. Een half jaar na haar 21e verjaardag tekende ze een profcontract bij Full Tilt Poker. Op internet speelt ze onder de naam Annette_15.

### Titels
Behalve een WSOPE-titel en tal van internettoernooien, won Obrestad verschillende andere prestigieuze pokerevenementen. Zo won ze:
- het A$ 1.000 Pot Limit Omaha 2010 Aussie Millions Poker Championship ($36.918,-)
- de $20,000 Episode 8 - The Poker Lounge 2010 ($120.000,-)
- het £5.000 No Limit Hold'em - Heads-Up-toernooi van de EPT London 2010 ($187.788,-)

### Grootste cashes
Daarnaast won Obrestad hoge prijzengelden met onder meer haar:
- tweede plaats in het  €7.700 EPT Dublin - No Limit Hold'em-toernooi van de EPT Dublin 2007 ($429.181,-)
- derde plaats op het €300 Pot Limit Omaha-toernooi van het WPT Spanish Championship 2008 ($25.880,-)
- derde plaats in het €10.000 EPT Grand Final - No Limit Hold'em-toernooi van de EPT - Grand Final Monte Carlo 2009 ($101.244,-)
- derde plaats in de $10.000 Finals van Late Night Poker 2009 ($65.000,-)
- zevende plaats in het A$10,000 No Limit Hold'em - Main Event van het 2010 Aussie Millions Poker Championship ($161.518,-)
- tweede plaats in het $5.000 No Limit Hold'em - Main Event van de 2011 Wynn Classic ($215.922,-)

## WSOP
| Jaar                              | Toernooi                         | Prijs        |
| --------------------------------- | -------------------------------- | ------------ |
| World Series of Poker Europe 2007 | £10.000,- No Limit Hold'Em Event | £1.000.000,- |